# زمان حال (دستور زبان)
زمان حال یا مضارع در زبان فارسی به رویداد یا وجود حالتی (به‌صورت مثبت و یا منفی) در زمان حال یا آینده می‌پردازد و دارای انواع زیر است:
- ساختار: بن مضارع + شناسه «َم، ی، َد، یم، ید، َند»[۱]

مثال: رَوَم، رَوی، رَوَد، رَویم، رَوید، رَوند
- امروزه فقط برای صرف فعل بودن (است و هست) و داشتن به کار می‌رود:

ام، ای، اد، ایم اید، اند
استم، استی، است، استیم، استید، استند
هستم، هستی، هست، هستیم، هستید، هستند
دارم، داری، دارد، داریم، دارید، دارند
و…
زاویه ۱۸۰ درجه را نیم‌صفحه گویند.
مردم آن شهر را مهربان خوانند.
فعلی که وجود حالتی یا رویداد واقعه‌ای را به‌طور قطعی در زمان حال یا آیندهٔ نزدیک بیان می‌کند. به زبان ساده خبری را به ما می‌دهد.
- ساختار: می + بن مضارع + شناسه «َم، ی، َد، یم، ید، َند»

مثال: می‌روم، می‌روی، می‌رود، می‌رویم، می‌روید، می‌روند
- فعل مضارع اخباری منفی

برای منفی کردن این فعل، «ن» نفی را به ترتیب زیر بر سر می فعل مضارع اخباری، می‌آوریم:
ن + می+ بن مضارع + شناسه‌ها
نمی‌روم، نمی‌روی، نمی‌رود و …
فعلی که انجام آن با شک و تردید همراه باشد.
- ساختار: بـ + بن مضارع + شناسه «َم، ی، َد، یم، ید، َند»

مثال: بروم، بروی، برود، برویم، بروید، بروند
فعلی که انجام آن هم‌اکنون در حال جریان است.
- ساختار:دارم، داری، دارد،... +مضارع اخباری

مثال:دارم می‌روم، داری می‌روی، دارد می‌رود، داریم می‌رویم، دارید می‌روید، دارند می‌روند
1. ↑  مضارع، لغتنامهٔ دهخدا
2. ↑  «مضارع اخباری». پارس ادب. دریافت‌شده در ۲۸ مهر ۱۴۰۱.[پیوند مرده]
3. ↑  «فعل مضارع مستمر». دریافت‌شده در ۲۸ مهر ۱۴۰۱.

- زمان گذشته (زبان)